# Gennadi Taniel
Gennadi Taniel (* 29. Juli 1940 in Tallinn; † 23. Februar 2015) war ein estnischer Komponist.

## Leben und Werk
Gennadi Taniel studierte von 1956 bis 1960 Fagott an der Tallinner Musikschule und von 1960 bis 1966 Komposition am Staatlichen Tallinner Konservatorium (heute Estnische Musik- und Theaterakademie) bei Villem und Eugen Kapp. Anschließend war er als Tonmeister und Musikpädagoge tätig. Seit 1971 lebte er als freischaffender Komponist. Ab 1977 war er Mitglied des Estnischen Komponistenverbands (estnisch Eesti Heliloojate Liit).
Gennadi Taniel hat über 400 Lieder komponiert, von denen einige in Estland sehr populär geworden sind. 1964 schrieb er die Jugendoper Kivine pisar, 1977 die Rockoper Valus valgus, 1979 das Musikdrama Haapsalu legend und 1984 das Oratorium Inimene für Chor und Sinfonieorchester. Darüber hinaus stammen von ihm zahlreiche weitere Kompositionen, darunter ein Klavier- und ein Violinkonzert.